# Norvégia budapesti nagykövetsége
Norvégia budapesti Nagykövetsége a Norvég Királyság legfőbb diplomáciai testülete Magyarországon. Jelenleg használt fő épülete az I. kerület Ostrom utca 13. cím alatt található.

## Története
A diplomáciai kapcsolatok 1920-ban indultak a két ország között. Ezek 1965. február 27-én emelkedtek nagyköveti szintre.

## Nagykövetek
- Thor Brodtkorb (1965–1968)[1][2]
- Tancred Ibsen (1968–1973)[3][4]
- Tor Stokke (1973–1976)[5][6]
- Rolf Jerving (1976–1981)[7][8]
- Per Thee Nævdal (1981–1987)[9][10]
- Leif Edward Edwardsen (1987–1990)[11]
- Tormod Petter Svennevig (1991–1994)[12]
- Bjørn Frode Østern (1994-1999)
- Tove Skarstein (2012-2016)
- Olav Berstad (2016–2020)
- Trine Skymoen (2020–)

## Szolgáltatások
A nagykövetség a legalapvetőbb, az állampolgárokat kiszolgáló feladatai mellett üzleti tevékenységet is folytat többek között kereskedelmi képviseletén keresztül. E mellett erőteljesen koncentrál a két ország közötti munkavállalási lehetőségek támogatására.